# Yuchanyan
Yuchanyan (chinesisch 玉蟾岩遗址, Pinyin Yùchányán yízhǐ, englisch Yuchanyan Site – „Yuchanyan-Stätte“) ist eine paläolithische und neolithische Stätte in der Großgemeinde Shouyan des Kreises Dao von Yongzhou in der chinesischen Provinz Hunan. Sie wird auf ca. 10.000 Jahre vor heute datiert und wurde 1993 ausgegraben. Die entdeckten Funde liefern wichtige Aufschlüsse über die Reiskultivierung und die frühe Töpferei.
Die Yuchanyan-Stätte steht seit 2001 auf der Liste der Denkmäler der Volksrepublik China (5-91).